# Hải Hưng, Hải Hậu
Hải Hưng là một xã thuộc huyện Hải Hậu, tỉnh Nam Định, Việt Nam.

## Địa lý
Xã Hải Hưng có diện tích 15,03 km², dân số năm 2022 là 28.205 người, mật độ dân số đạt 1.876 người/km².

## Lịch sử
Ngày 23 tháng 7 năm 2024, Ủy ban Thường vụ Quốc hội ban hành Nghị quyết số 1104/NQ-UBTVQH15 về việc sắp xếp đơn vị hành chính cấp huyện, cấp xã trên địa bàn tỉnh Nam Định (nghị quyết có hiệu lực từ ngày 1 tháng 9 năm 2024). Theo đó, sáp nhập toàn bộ diện tích tự nhiên là 4,06 km², quy mô dân số là 7.479 người của xã Hải Hà và toàn bộ diện tích tự nhiên là 4,90 km², quy mô dân số là 7.514 người của xã Hải Thanh vào xã Hải Hưng.
Sau khi sáp nhập, xã Hải Hưng có diện tích tự nhiên là 15,03 km² và quy mô dân số là 28.205 người.